# Roßkopf - Schloßberg
Das Landschaftsschutzgebiet Roßkopf - Schloßberg ist ein mit Verordnung der Unteren Naturschutzbehörde bei der Stadt Freiburg im Breisgau vom 24. April 2006 ausgewiesenes Landschaftsschutzgebiet (LSG-Nummer 3.11.010).

## Lage und Beschreibung
Das 793,5138 Hektar große Landschaftsschutzgebiet liegt im südwestlichen Teil des Schwarzwalds östlich der Stadt Freiburg im Breisgau. Das Gebiet gehört zu den Naturräumen Hochschwarzwald und Freiburger Bucht.
Laut Steckbrief handelt es sich um bewaldete Hänge und meist gärtnerisch genutzte Übergangszone als stadtnaher ökologischer Ausgleichsraum mit vielfältigen Funktionen; Lebensraum bedrohter Tierarten; stadtnahe, naturnahe Erholungslandschaft;
Das Landschaftsschutzgebiet hat Anteile am FFH-Gebiet Kandelwald, Roßkopf und Zartener Becken und das Naturdenkmal Amphibolith-Steinbrüche liegt im Landschaftsschutzgebiet. Die Bäche Glasbach, St. Ottilientobel und Zähringer Dorfbach entspringen im Landschaftsschutzgebiet.

## Schutzzweck
Wesentlicher Schutzzweck ist
- die Erhaltung, Pflege und Entwicklung als Naherholungsgebiet für den dicht besiedelten Stadtraum sowie als Kulturgut mit seinen bedeutenden Zeugnissen zur Stadtgeschichte;
- die Erhaltung, Pflege und Entwicklung eines Gebiets von besonderer landschaftlicher Vielfalt, Schönheit und Eigenart mit Wäldern, Streuobstbeständen, Weinbergen und Grünland in Schwarzwaldrandlage mit seinem schützenswerten Landschaftsbild und seinen charakteristischen pflanzlichen und tierischen Lebensgemeinschaften;
- die Erhaltung, Pflege und Entwicklung eines Gebiets mit hochwertigen Biotopen und als Lebensraum von schutzwürdigen, von starkem Rückgang bedrohten Tierarten, insbesondere der Mauereidechse und Schlingnatter;
- die Erhaltung, Pflege und Entwicklung von wichtigen Ausgleichsräumen für das Stadtklima zur Milderung bioklimatisch belastender Wetterlagen.